# Versions (Robby Krieger)
| Recensione | Giudizio |
| ---------- | -------- |
| AllMusic   | [ 1 ]    |

Versions è il secondo album discografico solistico di Robby Krieger, pubblicato dall'etichetta discografica Passport Records nel settembre del 1982.

## Tracce
Lato A
1. Tattooed Love Boys – 3:52 (Chrissie Hynde)
2. Her Majesty – 3:38 (Robby Krieger)
3. East End, West End – 5:48 (Eric Gale)
4. Crystal Ship – 3:20 (The Doors)
5. Street Fighting Man – 3:17 (Mick Jagger, Keith Richards)

Lato B
1. Reach Out I'll Be There – 4:01 (Eddie Holland, Lamont Dozier, Brian Holland)
2. Gavin Leggit – 3:17 (Robby Krieger, Barrow, Mackenzie)
3. Underwater Fall – 4:06 (Robby Krieger)
4. I'm Gonna Tell on You – 2:54 (Robby Krieger)
5. Harlem Nocturne – 3:14 (Earl Hagen)

## Musicisti
Tattooed Love Boys
- Robby Krieger - chitarre (chitarra solista, chitarra ritmica e chitarra slide)
- Arthur Barrow - basso
- Sal Marquez - percussioni
- Mark Avnet - effetti sonori (car crash)

Her Majesty
- Robby Krieger - chitarre (chitarra solista, chitarra ritmica e chitarra slide)
- Ray Manzarek - tastiere
- Arthur Barrow - basso
- John Densmore - batteria

East End, West End
- Robby Krieger - chitarre (chitarra solista, chitarra ritmica e chitarra slide)
- Arthur Barrow - tastiere, basso
- Bruce Gary - batteria

Crystal Ship
- Robbie Krieger - chitarre (chitarra solista, chitarra ritmica e chitarra slide)
- Arthur Barrow - tastiere, basso
- Ray Manzarek - melodica
- John Densmore - batteria
- Greg Romeo - percussioni

Street Fighting Man
- Robby Krieger - chitarre (chitarra solista, chitarra ritmica e chitarra slide)
- Don Preston - tastiere
- Arthur Barrow - basso
- Bruce Gary - batteria

Reach Out I'll Be There
- Robby Krieger - chitarre (chitarra solista, chitarra ritmica e chitarra slide)
- Arthur Barrow - tastiere, basso
- Bruce Gary - batteria
- Greg Romeo - percussioni

Gavin Leggit
- Robby Krieger - chitarre (chitarra solista, chitarra ritmica e chitarra slide)
- Arthur Barrow - basso
- Bruce Gary - batteria

Underwater Fall
- Robby Krieger - chitarre (chitarra solista, chitarra ritmica e chitarra slide)
- Arthur Barrow - basso
- Bruce Gary - batteria, percussioni

I'm Gonna Tell on You
- Robby Krieger - chitarre (chitarra solista, chitarra ritmica e chitarra slide)
- Sam Riney - sassofono
- Lisa Brennis - basso
- Deric Roberts - batteria
- John Densmore - timbales

Harlem Nocturne
- Robby Krieger - chitarre (chitarra solista, chitarra ritmica e chitarra slide), percussioni
- Arthur Barrow - basso
- Larry Zack - batteria

Note aggiuntive
- Robby Krieger - produttore
- Linda Kyriazi - assistente alla produzione
- Registrato e mixato al Mad Dog Studios di Venice, California
- Mark Avnet - ingegnere delle registrazioni
- Masterizzato al Precision Lacquer da Stephen Marcussen
- Tutti i brani arrangiati da Robby Krieger con l'aiuto di:
Arthur Barrow (Crystal Ship)
Bruce Gary e Arthur Barrow (brano: Reach Out I'll Be There)
Arthur Barrow e Jock Ellis (brano: Gavin Leggit)
- Michael Curtis - art, fotografie[4]